# Cantón de Châtelaudren
El cantón de Châtelaudren era una división administrativa francesa, que estaba situada en el departamento de Costas de Armor y la región de Bretaña.

## Composición
El cantón estaba formado por ocho comunas:
- Boqueho
- Châtelaudren
- Cohiniac
- Plélo
- Plerneuf
- Plouvara
- Trégomeur
- Tréméloir

## Supresión del cantón de Châtelaudren
En aplicación del Decreto nº 2014-150 de 13 de febrero de 2014, el cantón de Châtelaudren fue suprimido el 22 de marzo de 2015 y sus 8 comunas pasaron a formar parte; siete del nuevo cantón de Plélo y una del nuevo cantón de Plérin.